# Teudebur di Alt Clut
Teudebur (fl. VIII secolo) fu sovrano di Alt Clut (nell'odierna area di Dumbarton Rock, Scozia) nella prima metà dell'VIII secolo (probabilmente nel periodo 722-752).
Secondo le Harleian genealogies, era figlio di  Beli II, suo probabile predecessore sul trono. Quest'informazione viene confermata dagli annali sia irlandesi che gallesi Such.
Sappiamo dalla Harleian genealogy che era il padre di Dumnagual III, uno dei suoi successori. il suo regno coincise con quello di uno dei più illustri monarchi dei pitti Óengus mac Fergusa. Gli Annales Cambriae affermano che nel 750 i britanni sconfissero i pitti a Mocetauc (Mygedawc), battaglia nella quale, secondo gli Annali di Tigernach, il fratello di Óengus, Talorgen, fu ucciso. Mygedawc viene spesso identificata con l'odierna Mugdock, sul confine tra il Dunbartonshire e il Stirlingshire, identificazione che comunque non è certa. Gli Annali di Tigernach, che lo chiamano Taudar mac Bile, rí Alo Cluaide, dicono che morì nel 752, e per questa ragione siamo certi che Teudebur fu il sovrano britannico che guid; i britanni alla vittoria.